# Magyar Szolidaritás Mozgalom
A Magyar Szolidaritás Mozgalom (röviden: Szolidaritás) nevű civil kezdeményezésű mozgalom 2011-ben alakult az Orbán-kormány szerintük antidemokratikus, jogállamot sértő intézkedései ellensúlyozására. Történelmi előzményüknek a lengyel Szolidaritás Független Szakszervezetet tekintik. Elnöke: Székely Sándor, korábbi elnöke: Kónya Péter

## Története
A Szolidaritást 2011. október 1-jén alapította 10 magánszemély, vezetőjük Árok Kornél, Székely Tamás, Székely Sándor és Kónya Péter, aki korábban a Fegyveres és Rendvédelmi Dolgozók Érdekvédelmi Szövetsége (FRDÉSZ) szakszervezet elnöke volt. 2012. december 17-én egy demonstrációsorozat alkalmával jelentették be, hogy országos szervezetté váltak. 2011. december 23-án hívták életre a DEKÁ-t (Demokratikus Ellenzéki Kerekasztal), hogy a demokratikus ellenzéki pártok együttműködését elősegítsék.
2012. október 26-án a Szolidaritás csatlakozott az akkor megalakult Együtt 2014 Mozgalomhoz, melynek munkájában a Szolidaritást Bódi Beáta, Dávid János, Huszti Andrea, dr. Kiss Róbert, Kónya Péter, Mészáros Mary, Nagy Ágnes Dorka, Papp Attila András, Tukora Gábor és Székely Sándor képviseli. Az Együtt 2014 2013. március 8-án bejelenti, hogy párttá alakul az országgyűlési választásokon való részvételi céllal, az új párt elnökségét a 3 tagszervezet 3 vezetője - (Szigetvári Viktor (alelnök - Haza és Haladás Egyesület), Kónya Péter (elnök - Szolidaritás) és Juhász Péter, a Milla egykori elnöke) - irányította.
A 2014-es országgyűlési választásokon az Együtt három parlamenti képviselőjéből ketten is a Szolidaritás Mozgalom tagjai. Kónya Péter listáról, Szabó Szabolcs pedig Csepel-Soroksár egyéni országgyűlési képviselőjeként jutott a parlamentbe.
2014. szeptember 6-án a Szolidaritás Közgyűlése átalakította a szervezet vezetési struktúráját, Székely Sándort választották meg ügyvezető elnökké, Kónya Pétert pedig társadalmi elnökké.
2015 februárjában mind Kónya, mind Székely bejelentette távozását az Együttből, ezután Kónya a Szolidaritásból is távozott, hogy új pártot alapítson, de Székely megmaradt a Szolidaritás elnökének, akinek vezetésével a szervezet 2017 végén választási szövetséget kötött a Demokratikus Koalícióval a 2018-as magyarországi országgyűlési választásra.
Székely a szövetség révén parlamenti képviselői mandátumhoz is jutott, de 2018 végén kilépett a DK-ból és a DK parlamenti frakciójából, ezért függetlenné vált.